# Macworld
Macworld – miesięcznik komputerowy poświęcony komputerom Apple Macintosh, wydawany przez Mac Publishing (własność IDG) w San Francisco; wydawany od 1984 r., jest najpopularniejszym magazynem dla użytkowników Macintoshy w Ameryce Północnej.
W 1997 r. miesięcznik został przemianowany na Macworld, incorporating MacUser, aby podkreślić połączenie z MacUser, wydawnictwa Ziff-Davis, w joint-venture Mac Publishing firm IDG i Ziff-Davis. W tym samym roku nowe wydawnictwo zakupiło serwis MacCentral Online, a pod koniec 2001 International Data Group wykupiła akcje Ziff-Davis, stając się wyłącznym właścicielem Mac Publishing.
Magazyn jest publikowany w wielu krajach, przez oddziały IDG lub zewnętrzne firmy, które wykupiły licencję na nazwę i zawartość Macworld. Edycje są dostępne w Australii, Niemczech, Włoszech, Hiszpanii, Szwecji, Turcji, Wielkiej Brytanii.
Wydawca magazynu udziela też licencji IDG World Expo, na Macworld Conference & Expo, która ma miejsce dwa razy w roku w Stanach Zjednoczonych.
Na stronie macworld.pl znajdują się newsy po polsku o firmie Apple Inc. wydawane przez firmę IDG.